# Крушевци
Крушевци (на сръбски: Крушевци) е село в Босна и Херцеговина, разположено в община Соколац, в ентитета на Република Сръбска. Намира се на 764 метра надморска височина. Населението му според преброяването през 2013 г. е 40 души, от тях: 31 (77,50 %) сърби, 9 (22,50 %) бошняци.

## Население
Численост на населението според преброяванията през годините:
- 1961 – 233 души
- 1971 – 205 души
- 1981 – 157 души
- 1991 – 162 души
- 2013 – 40 души